# ترافيس دود
ترافيس دود (بالإنجليزية: Travis Dodd)‏ (6 يناير 1980 بأديلايد في أستراليا - ) هو لاعب كرة قدم أسترالي في مركز الوسط. شارك مع منتخب أستراليا تحت 17 سنة لكرة القدم ومنتخب أستراليا تحت 20 سنة لكرة القدم ومنتخب أستراليا لكرة القدم. أما مع النوادي، فقد لعب مع نادي أديلايد سيتي لكرة القدم ونادي أديلايد يونايتد ونادي بانيونيوس ونادي برث غلوري ونادي جوهر دار التعظيم ونورث إيسترن ميترو ستارز ونيوكاسل يونايتد جتس وPanionios G.S.S. ‏ وباراماتا باور ‏ ونيوكاسل بريكرز.

## روابط خارجية
- ترافيس دود على موقع الاتحاد الدولي (مؤرشف)  (الإنجليزية)
- ترافيس دود على موقع قاعدة بيانات كرة القدم.إي يو (الإنجليزية)
- ترافيس دود على موقع ناشيونال فوتبول تيمز (الإنجليزية)
- ترافيس دود على موقع عالم كرة القدم.نت (الإنجليزية)